# Anilocra longicauda
Anilocra longicauda är en kräftdjursart som beskrevs av Schioedte och Frederik Vilhelm August Meinert 1881. Anilocra longicauda ingår i släktet Anilocra och familjen Cymothoidae. Inga underarter finns listade i Catalogue of Life.